# Eva Moberg

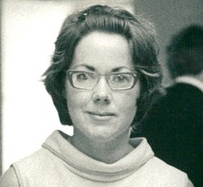
Eva Moberg em 1968-

Eva Moberg (n. Estocolmo, Suécia, 1932 - m. Estocolmo, Suécia, 2011) foi uma escritora e jornalista da Suécia.
Era filha de do conhecido escritor Vilhelm Moberg, e empenhou-se nas questões feministas e na luta contra a energia nuclear.